# Amyl (scheikunde)
Amyl (spreek uit als: áá miel) betekent in het Nederlands ongemalen zetmeel. Het woord wordt voornamelijk gebruikt in de chemie, zowel in biochemie als in organische chemie. Vroeger was de term ook in de farmacie gemeengoed, zoals in isoamylnitriet.

## Bio-industrie
In de biochemie komt het woord voor in amylase, amylose en amylopectine. Deze verwanten zijn vertakte  glucose ketens of ook wel koolhydraten, die een plant aanmaakt.

## Organische chemie
Ook in de organische chemie werd de term gebruikt. Tal van verbindingen werden met de aanduiding amyl voor n-pentyl of iso-pentyl (3-methylbut-1-yl) benoemd. Voorbeelden zijn amylacetaat (nu pentylacetaat) en amylalcohol (nu pentanol).